# Каррар
  Каррар (азерб.  Karrar) — посёлок в одноимённом административном округе Кюрдамирского района Азербайджана.

## Общая информация
Расположен на Ширванской равнине в 8 км к северо-западу от районного центра Кюрдамира и в 130 км к западу от Баку. Каррарский муниципалитет был основан в 1999 году. Состоит из посёлка Каррар и деревень Хыныслы, Муганлы. В посёлке находятся религиозные общины мечети «Шайид Ахмад» и мечети «Имам Хусейн».